# Franklin D. Roosevelt (stacja metra)
Franklin D. Roosevelt – stacja 1 i 9 linii metra w Paryżu. Stacja znajduje się w 8 dzielnicy Paryża. Na linii 1 stacja została otwarta 19 lipca 1900 r, a na linii 9 – 27 maja 1923. W 2004 ze stacji skorzystało 12,19 mln pasażerów.